# Уату
Уату, або Вату (англ. Uatu, [ˈwɑːtuː]), також відомий як Спостеріга́ч (англ. The Watcher) — персонаж з коміксів американського видавництва Marvel Comics. Він є представником Спостерігачів, позаземного виду, який стежить за діяльністю інших видів по цілому світові. Уату був призначений Спостерігачем Землі та Сонячної системи.
Джеффрі Райт озвучує Уату в мультсеріалі Кіновсесвіту Marvel «А що як...?» на Disney +, який вийшов 11 серпня 2021 року.

## Історія публікацій
Уату був створений сценаристом Стеном Лі та художником Джеком Кірбі і вперше з'явився в Fantastic Four #13 (квітень, 1963), а потім почав періодично з'являвся в наступних номерах серії. Згодом він був діючим персонажем серій Tales of Suspense #49-58 (Січень 1964 — жовтень 1965), Silver Surfer #1-7 (серпень 1968 — серпень 1969) і Marvel Super-Heroes #23 (листопад, 1969). Його походження було виявлено в Tales of Suspense # 52-53 (квітень — травень 1964). У Captain Marvel vol 1 #39 (липень 1975) стало відомо його ім'я.
Персонаж з'явився в багатьох серіях коміксів усесвіту Marvel з моменту його дебюту, включаючи Avengers, Uncanny X-Men, Hulk, Silver Surfer, Quasar, і Marvel Point One.
У сюжетній серії Original Sin 2014 року персонаж був убитий, що спонукало супергероїв Marvel розслідувати цей інцидент. Серія була написана Джейсоном Аарніо і проілюстрована Майком Деодато.

## Вигадана біографія
Спостерігачі є однією з найдавніших і найрозвиненіших рас у космосі. Мільярди років тому вони намагалися поширити свої знання, щоб допомогти менш розвиненим расам Всесвіту. Вперше вони спробували прискорити еволюцію на планеті Процілікус, давши місцевим жителям атомні технології. Коли Спостерігачі повернулися на Процілікус, вони виявили, що процілікусіанці використовували ці знання, щоб розв'язати атомну війну проти інших планет. Спостерігачі звинувачували себе за те, що сталося, і поклялися більше не втручатися в справи інших рас. Замість цього вони почали пасивно спостерігати і записувати найважливіші події в житті інших рас.
Уату був призначений Спостерігачем Землі зі свого будинку в «Синій області» Місяця. Він є альтруїстом, в зв'язку з чим неодноразово порушував свою клятву, щоб допомогти людству. Уату явив себе Фантастичній четвірці, коли ті виявили його будинок і заявив, що продовжить спостереження за Землею з більш віддаленої області.
Надалі він знову порушував свою клятву, допомагаючи Фантастичній четвірці. Його найбільш відомий і самовідданий вчинок відбувся в Fantastic Four # 48, коли він спробував запобігти наступу на Землю Срібного серфера і пожирателя світів Ґалактуса.
За його неодноразові злочину проти кодексу Спостерігачів, Уату не раз притягувався до відповідальности серед свого народу. Він був визнаний винним, але звільнений за зобов'язання, дане в суді.
Коли імперія Ші'ар хотіла притягти до відповідальності Містера Фантастика за порятунок життя Ґалактуса, Уату виступив в якості його адвоката і отримав допомогу від Одіна, Вічних і самого Ґалактуса, щоб довести, що Ґалактус необхідний для підтримки балансу в Усесвіті. Уату був відсторонений від своїх обов'язків в якості Спостерігача Землі, але незабаром повернувся, щоб стежити за світом, який він так сильно полюбив. Під час подій GLX-Mas Special Уату з'явився в Вісконсині, коли Дівчинка-білочка перемогла Таноса. Уату підтвердив, що це був справжній Танос, а не клон. Уату потім був присутній при пробудженні Небесних сновидінь, але відвернувся, не бажаючи дивитися. Згодом було виявлено, що Уату порушив клятву про невтручання понад 400 разів.
Пізніше Уату прибув в Долину смерті, де спостерігав за битвою Галка і Червоного Галка, де був спійманий в засідку і нокаутований Червоним Галком.
Уату був свідком таких важливих подій у всесвіті Marvel, як: відвідування героїв Землі до голосування з приводу прийняття Акта реєстрації надлюдей, під час фінальної битви в сюжетній лінії Secret Invasion і придбання Каптуром Каменів Нескінченности, при цьому обмежуючись лише спостереженням.
Згодом Уату відвідав Червоного Галка, коли той перебував на астероїді, щоб допомогти Тору закрити чорну діру. Він заявив, що Червоний Галк помре, проте, через обітниці Спостерігачів він не зміг позначити обставини, при яких трапиться смерть. Потім Уату спостерігав, як Червоний Галк зазнав поразки в стрибках через інші астероїди, поки він не був врятований Тором. Уату тимчасово відмовився від своєї посади, щоб потрапити в червоне отвір Даргай. Інші Спостерігачі помітили його відсутність і послали Спостерігача, щоб знайти його. Після того, як йому не вдалося знайти його, той поінформував інших Спостерігачів, що Уату був ймовірно засмучений з тих пір як Червоний Галк напав на нього і поглинув частину його сил. Надалі спостерігач знайшов Уату і вони стали свідками, як з отвору Даргай вийшов Омегакс, який попрямував до Землі, щоб вбити Червоного Галка. Він був свідком їх сутички. Коли Червоний Галк повернувся в стан генерала Росса, Омегакс припинив своє існування, оскільки був не в змозі знайти Червоного Галка.
Деякий час по тому, Залізна людина зіткнувся з Уату після його повернення з космосу, після чого Уату показав йому труп Живого Трибуналу на Місяці.
Також Уату одружився зі Спостерігачкою Уланою, сподіваючись завести потомство. Згодом Улана завагітніла.
Під час сюжетної лінії Original Sin 2014 року цитадель Уату піддалася нападу з боку доктора Мідаса, Екстермінатрікс, Орба і безмовно. Він зазнав поразки, після чого Орб вкрав одне його око. Нік Ф'юрі відправився розслідувати цей інцидент і виявив, що Уату відновлюється. Ф'юрі зажадав від Уату видати винуватців, але Спостерігач відмовив йому. Розуміючи, що залишившийся без ока Спостерігач містить інформацію про винуватців злочину і що єдиний для нього спосіб знайти їх місце розташування, перш ніж вони створять щось страшне, Ф'юрі вбив Уату і забрав друге око. Труп Спостерігача був виявлений Тором. Це призвело до початку пошуку вбивць Уату.

## Сили і здібності
Будучи представником раси Спостерігачів, Уату володіє великими пси здібностями, які він поліпшував в ході навчання. Ці здібності включають в себе: левітації, телепатію, маніпуляцію енергією, імунітет до силових полях, здатність створювати ілюзію, здатність псіоніческіх змінювати свою зовнішність за своїм бажанням, а також загострені космічні почуття, що дозволяють йому залишатися в курсі подій, що сталися на Землі. Його сверхінтеллект дозволяє йому стежити за діяльністю по всій сонячній системі Землі одночасно. Уату може надати своєму тілу форму чистої енергії, зберігаючи при цьому свою сутність для подорожей через гіперпростір, а потім повернутися до своєї фізичної форми. Уату володіє віртуальним безсмертям, хоча він може померти, втративши волю до життя. Він показав, що він здатний переміщатися в часі.
Спостерігачі можуть збільшити свої сили за допомогою космічної псионічеськой енергії, якщо захочуть; Згідно з офіційним довідник по всесвіту Marvel, повноваження Уату рівні Ґалактус, Одіну і Зевсу.
Уату отримав широку освіту в молодості в своєму рідному світі. Він присвятив себе вивченню сонячної системи Землі і її живих істот протягом мільйонів років. Його будинок в «Синьої області Місяця» містить величезну кількість зброї, артефактів і технологій, створених різними расами з усього всесвіту.
Уату також займається вивченням альтернативних реальностей Землі. З дозволу хронометристи, він використовує портал, через який може спостерігати за альтернативними реальностями. Він придбав надзвичайні знання історії живих істот на «основний» Землі і численних альтернативних Земель.

## Поза коміксами

### Телебачення

#### Кіновсесвіт Marvel
Уату є оповідачем в мультсеріалі кіновсесвіту Marvel «А що як...?» на Disney +, його озвучує Джеффрі Райт. Ця версія служить оповідачем серіалу, спостерігаючи за альтернативними реаліями, де основні події в КВМ відбуваються по-різному. Спочатку він дотримується своєї обітниці невтручання, поки не змушений її порушити, щоб врятувати мультвсесвіт від варіанту Альтрона, який отримав доступ до Нексуса всіх реалій.

#### Інші серіали
- Уату з'являється в двох епізодах мультсеріалу « Фантастична четвірка » 1967 року, що де його озвучив Пол Фріс.
- Уату Спостерігач з'являється в мультсеріалі «Супергерої Marvel» 1966 року народження, в сегменті Галка.
- Уату з'являється в якості камео в мультсеріалі «Люди-Ікс» 1992 року в епізоді «Темний фенікс: Частина 3».
- Уату з'являється в мультсеріалі «Фантастична четвірка» 1994 року, озвучений Аланом Оппенгеймером.
- Уату з'являється в мультсеріалі «Срібний серфер», озвучений Деннісом Акаяма при першій появі і Коліном Фоксом при наступних.
- У мультсеріалі «Супергеройське загін» Уату озвучив Дейв Боат.
- Уату з'являється в мультсеріалі «Робоцип», озвучений Томом Рутом.
- Уату був спародіював в мультсеріалі «Титан Максимум», де його озвучив Сет Грін.
- У мультсеріалі «Месники, загальний збір!» Уату був озвучений Кленсі Брауном.
- Браун повторив свою роль в мультсеріалі «Галк і агенти У.Д.А.Р.».
- Уату з'являється у фільмі «Вартові Галактики 2» разом зі Стеном Лі.

### Відеоігри
- Уату з'являється в режимі What If...? в грі «Spider-Man» для PlayStation, озвучений Лоуренсом Фішборном.
- Філ Ламарр озвучив Уату в грі «Marvel: Ultimate Alliance».
- Уату з'являється у вступному ролику до «Marvel Heroes», озвучений Віком Міньйон.
- Уату з'являється в грі «Marvel Super Hero Squad Online».
- Уату з'являється в грі «Marvel Avengers: Battle for Earth», озвучений Стівеном Блумом.